# Nagynyárád
Nagynyárád là một thị trấn thuộc hạt Baranya, Hungary. Thị trấn này có diện tích 24,34 km², dân số năm 2010 là 720 người, mật độ 30 người/km².